# Боровинка (Вельский район)
Боровинка — деревня в Вельском районе Архангельской области. Входит в состав Муниципального образования «Пежемское»

## География
Деревня расположена на правом берегу реки Пежма. Ближайший населённый пункты — административный центр поселения, село Пежма находится в 0,5 километрах на запад. Расстояние до железнодорожной станции в городе Вельск — 23 км.
Часовой пояс
Боровинка, как и вся Архангельская область, находится в часовой зоне МСК (московское время). Смещение применяемого времени относительно UTC составляет +3:00.

## Население
| 2002 | 2010 | 2012 | 2014 |
| ---- | ---- | ---- | ---- |
| 54   | ↘49  | ↘45  | ↗48  |

## История
Указана в «Списке населённых мест по сведениям 1859 года» в составе Вельского уезда Вологодской губернии под номером «2200» как «Фельтюевское(Боровинка)». Насчитывала 5 дворов, 21 жителя мужского пола и 22 женского.
В материалах оценочно-статистического исследования земель Вельского уезда упомянуто, что в 1900 году в административном отношении деревня входила в состав Боровинского сельского общества Никифоровской волости. На момент переписи в селении Фельтюевская(Боровинка) находилось 17 хозяйств, в которых проживало 41 житель мужского пола и 38 женского.